# Comuna Șerșni, Korosten
Șerșni (în ucraineană Шершнівська сільська рада) este o comună în raionul Korosten, regiunea Jîtomîr, Ucraina, formată din satele Deseatînî, Șerșni (reședința) și Starîkî.

## Demografie
Componența lingvistică a comunei Șerșni
     Ucraineană (97,72%)
     Rusă (2,06%)
     Alte limbi (0,11%)
Conform recensământului din 2001, majoritatea populației comunei Șerșni era vorbitoare de ucraineană (97,72%), existând în minoritate și vorbitori de rusă (2,06%).